# Sobrepuerta

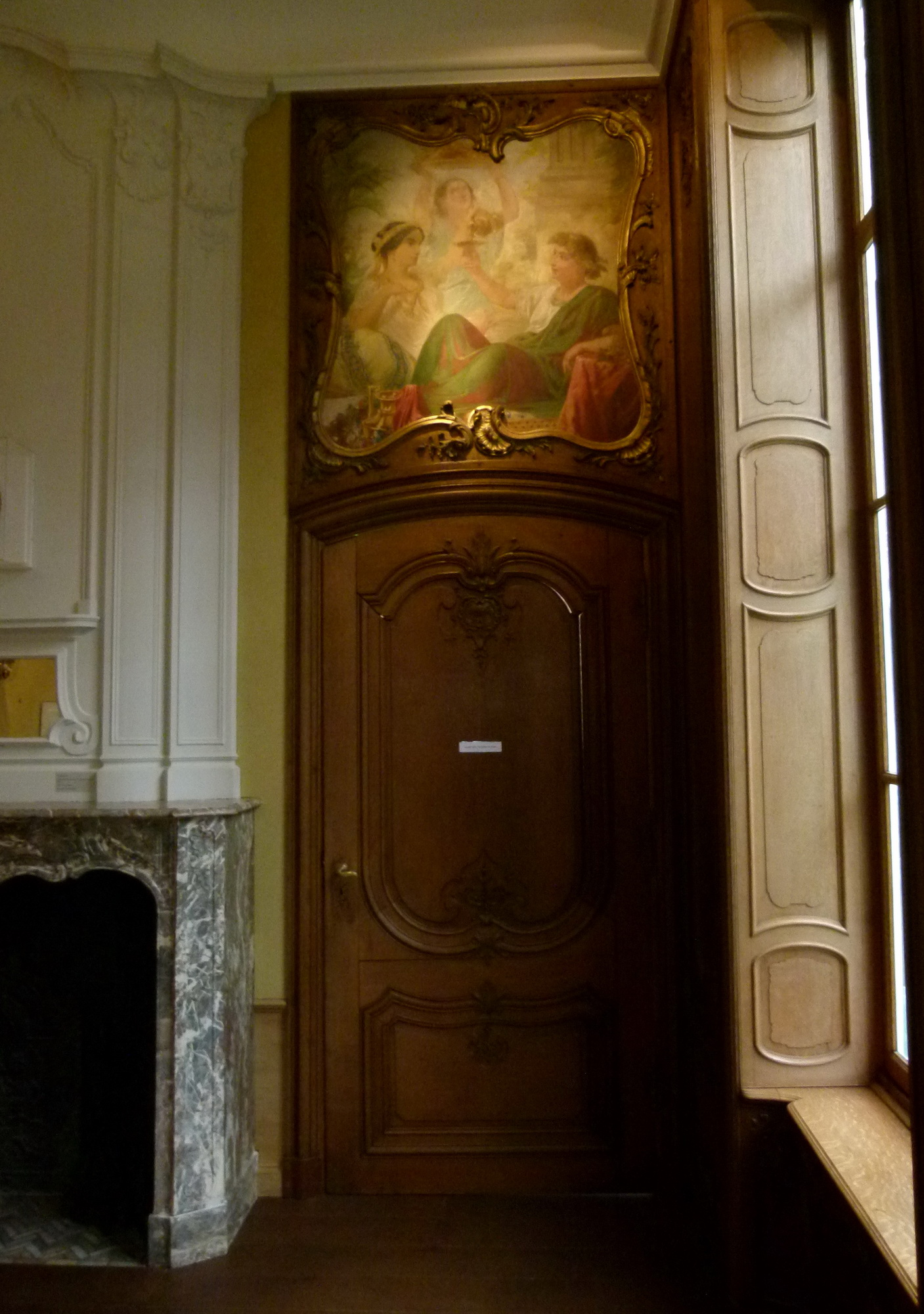
Sobrepuerta en Maastricht, Países Bajos

La sobrepuerta es el tablero que decora la superficie de un muro que queda sobre una puerta, entre la parte superior del dintel y el techo de la habitación. 
Las sobrepuertas se sitúan sobre las puertas interiores de los edificios y están generalmente decoradas con pinturas y esculturas. De ellas penden las cortinas. Si el motivo de decoración que se sitúa en esa posición es una ventana recibe el nombre de montante. 